# Parablennius serratolineatus
Parablennius serratolineatus es una especie de pez de la familia Blenniidae en el orden de los Perciformes.

## Distribución geográfica
Se encuentra al suroeste del Pacífico.